# ذا بيردز

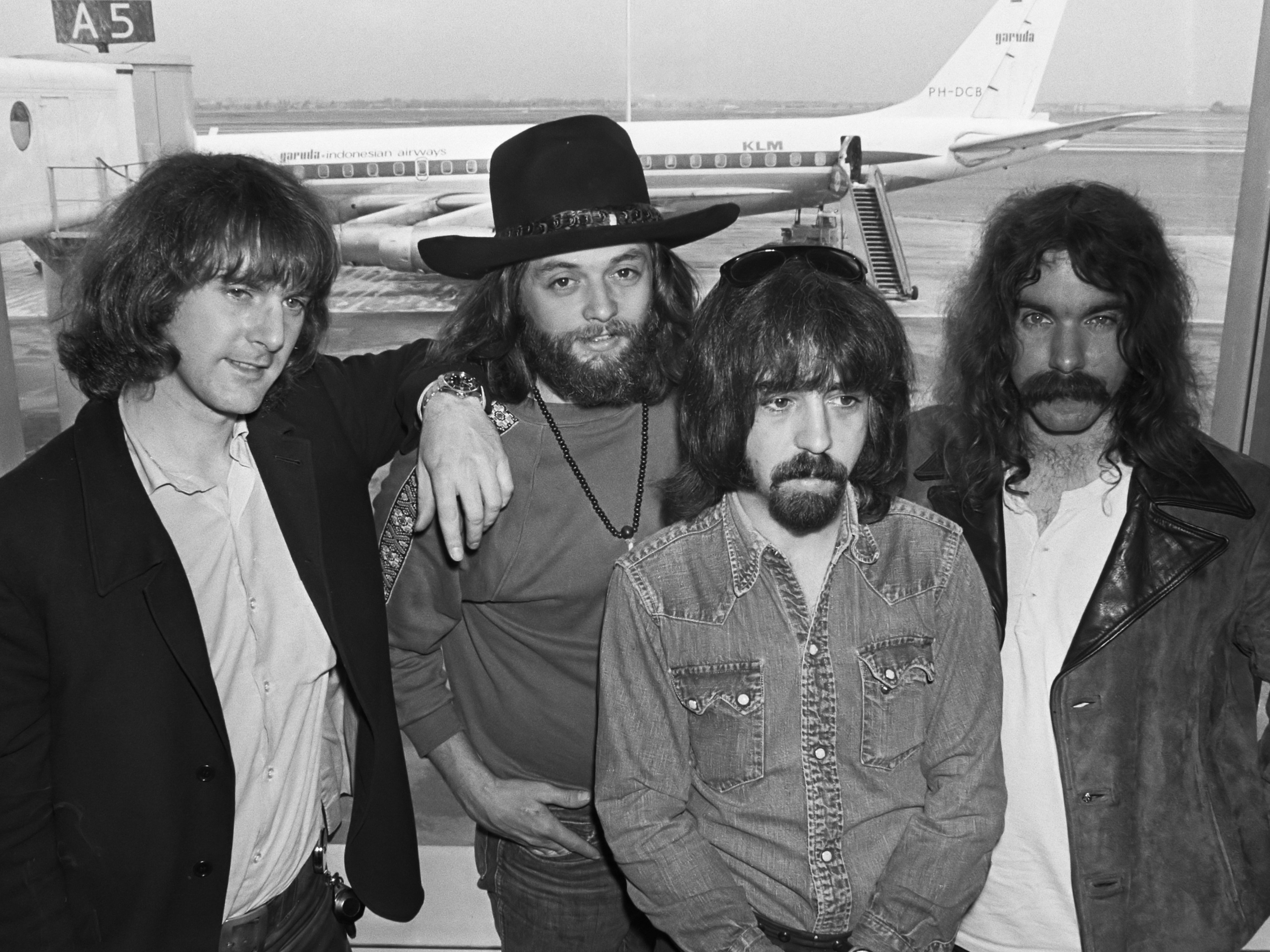
أكثر أعضاء فرقة "ذا بيردز" ثباتاً، ويظهر من اليسار إلى اليمين كل من ماكغوين روجر، وسكيب باتن، وكلارنس وايت، وجين بارسونز.

ذا بيردز (بالإنجليزية: The Byrds)‏ فرقة روك أمريكية سابقة، تشكلت في مدينة لوس أنجلوس الواقعة في ولاية كاليفورنيا الأمريكية، وكان ذلك سنة 1964، قامت الفرقة بتغييرات عدة طيلة فترة وجودها، مع وجود قائدها ماكغوين روجر، وهو عضو الفرقة الوحيد الذي ظل ثابتاً طيلة فترة وجود الفرقة إلى أن حُلّت سنة 1973.

## روابط خارجية
- ذا بيردز على موقع IMDb (الإنجليزية)
- ذا بيردز على موقع الموسوعة البريطانية (الإنجليزية)
- ذا بيردز على موقع ميوزك برينز (الإنجليزية)
- ذا بيردز على موقع رولينغ ستون (الإنجليزية)
- ذا بيردز على موقع أول ميوزيك (الإنجليزية)
- ذا بيردز على موقع ديسكوغز (الإنجليزية)